# Xyrospondylus
Xyrospondylus es un  género extinto de sinápsidos pelicosaurios que existió durante el Carbonífero en lo que actualmente es Estados Unidos. La especie tipo, X. ecordi, fue nombrada en 1982; fue clasificada originalmente como una especie de Edaphosaurus en 1957. Vivió durante el Carbonífero superior en Kansas y posiblemente también en Colorado y el ejemplar holotipo corresponde a una única vértebra cervical. También se conoce un segundo espécimen que comprende una pelvis fragmentaria. Se conoce un tercer espécimen de Colorado, pero es posible que no pertenezca a Xyrospondylus.